# Феникс на мече
Рассказ «Феникс на мече» (The Phoenix on the Sword) один из первых оригинальных рассказов о Конане из Киммерии, написанных американским автором Робертом Ирвином Говардом.
Первоначально опубликован в декабре 1932 в журнале Weird Tales. «Феникс на мече» представляет собой переписанный неопубликованный к тому времени рассказ «Сим топором я буду править!» («By This Axe I Rule!») из цикла о Кулле. Рассказ  «Феникс на мече»  был переиздан в сборниках King Conan (Gnome Press, 1953) и Conan the Usurper (Lancer Books, 1967). Наиболее позднее переиздание в сборниках The Conan Chronicles Том 2: The Hour of the Dragon (Gollancz, 2001) и Conan of Cimmeria: Volume One (1932-1933) (Del Rey, 2003). Действие рассказа происходит в псевдоисторическую Хайборийскую эру.

## Описание сюжета
«Митра, сохрани нас от власти тьмы!» — воскликнул он — «Король действительно разговаривал с Эпитремеусом этой ночью! На мече тайный знак, который никто не смог бы поставить кроме него — знак бессмертного феникса, скульптура которого навечно установлена над его могилой! Свечу, быстро! Давайте снова взглянем на пятно, там где по словам короля погибло чудовище!»
Оно было скрыто сломанной ширмой. Придворные отбросили ширму в сторону и осветили пол свечой. Дрожь и молчание охватили увидевших. Некоторые упали на колени взывая к Митре, другие с криками убежали из комнаты.
На полу где погибло чудовище было большое тёмное несмываемое пятно подобно осязаемой тени, контур которой несомненно остался от крови демона и этот отпечаток не принадлежал разумному и обычному миру. Мрачное и ужасное пятно, оставшееся здесь на полу, было словно туманный образ одного из обезьяноподобных богов что сидят на чёрных алтарях в тёмных храмах мрачной страны Стигии.
Оригинальный текст (англ.)"«Mitra guard us against the powers of darkness!» he gasped. «The king has indeed talked with Epemitreus this night! There on the sword — it is the secret sign none might make but him — the emblem of the immortal phœnix which broods for ever over his tomb! A candle, quick! Look again at the spot where the king said the goblin died!»

It lay in the shade of a broken screen. They threw the screen aside and bathed the floor in a flood of candle-light. And a shuddering silence fell over the people as they looked. Then some fell on their knees calling on Mitra, and some fled screaming from the chamber.

There on the floor where the monster had died, there lay, like a tangible shadow, a broad dark stain that could not be washed out; the thing had left its outline clearly etched in its blood, and that outline was of no being of a sane and normal world. Grim and horrific it brooded there, like the shadow cast by one of the apish gods that squat on the shadowy altars of dim temples in the dark land of Stygia. ..."— Роберт Говард: «Феникс на мече»
Кучка заговорщиков под предводительством Аскаланте барона Туны замышляет убийство короля Аквилонии Конана. Используя связи, ему удаётся удалить верные королю войска из столицы. Он приказывает своему рабу — стигийцу Тот-Амону, — следить за Дионом, которого Аскаланте планирует возвести на престол (а затем уничтожить). Тот-Амон рассказывает Диону свою историю. Он был придворным волшебником в Стигии, все маги его боялись, потому что у него было волшебное кольцо, при помощи которого он мог натравить на любого демона из Бездны. Но вор украл его кольцо, и Тот-Амону пришлось бежать. На их караван напали разбойники Аскаланте, и волшебнику пришлось присягнуть барону, узнавшему его. Тот-Амон пытается перетянуть Диона на свою сторону, но тот, погружённый в эгоизм, даже не слышит излияний раба. Он вспоминает, что у него есть некое кольцо Счастья, купленное им у вора, и показывает его Тот-Амону. Потрясённый волшебник узанаёт своё кольцо, немедля закалывает Диона и приказывает демону уничтожить Аскаланте и всех, кто будет с ним.
Конан во сне попадает в таинственную гробницу и встречается с мудрецом Эпитремеусом, умершим пять тысяч лет назад. Эпитремеус требует от короля, чтобы тот остановил Тот-Амона, и заколдовывает его меч. Конан просыпается, успевает надеть доспехи и вступить в бой с заговорщиками. Аскаланте собирается добить тяжелораненого короля, но появившийся демон загрызает его. Конан пронзает демона заговорённым мечом. Собравшиеся придворные принимают рассказ короля за бред, но потрясенный верховный жрец Митры заявляет, что только нескольким посвящённым известно о гробнице Эпитремеуса. Он приказывает осветить место гибели демона, и все видят отпечаток тела чудовища.

## Адаптации
Рой Томас выпустил комикс по мотивам романа в сборнике "Conan Annual" № 2.

## «Сим топором я буду править!»
«Сим топором я буду править!» — последний из рассказов о Кулле Роберта Говарда, действие происходит в вымышленную Туранскую эру. Впервые опубликован издательством Lancer Books в 1967 в книге в мягком переплёте «King Kull» (Король Кулл).
В 1929 Говард попытался опубликовать рассказ в Pulp-журналах Argosy and Adventure но получил отказ после чего переписал рассказ, введя новый вторичный сюжет. Рассказ был опубликован в декабре 1932.
На страницах комикса царь Кулл первый раз появился в «Kull the Conqueror» (Кулл-завоеватель) (1971) издательства Marvel Comics. В первом выпуске была часть преобразованного рассказа «By This Axe, I Rule!» выпуск № 11 (1973) был более конкретно посвящён этой истории и шёл под тем же заголовком. В 1997 вышел фильм «Кулл-завоеватель» (в роли Кулла Кевин Сорбо), сюжет частично основан на мотивах рассказа «By This Axe I Rule!».